# Saint-Remimont (Meurthe-et-Moselle)
Saint-Remimont é uma comuna francesa na região administrativa de Grande Leste, no departamento de Meurthe-et-Moselle. Estende-se por uma área de 6,79 km². Em 2010 a comuna tinha 357 habitantes (densidade: 52,6 hab./km²).